# Шульц Павло Миколайович
Шульц Павло Миколайович (23 жовтня 1900, Санкт-Петербург − 20 вересня 1983, Коктебель) — археолог та мистецтвознавець, організатор та керівник археологічних досліджень у Криму, співробітник Інституту археології АН СРСР, доктор історичних наук, професор, організатор і беззмінний керівник Тавро-скіфської експедиції.

## Біографія
Павло Миколайович народився 23 жовтня 1900 (або 1901) у Санкт-Петербурзі, в німецькій родині вчених. У 1923 році закінчив Петроградський університет за спеціальністю археологія та історія мистецтва. Ще навчаючись в університеті, під час громадянської війни, проводив археологічні розкопки в Криму, після навчання працює в Ермітажі, фахівцем в області скіфської і сарматської монументальної скульптури. З 1925 року — старший науковий співробітник античного відділу Академії історії та матеріальної культури. У 1933—1934 роках проводить археологічні розвідки в Криму — на грецькому Кульчукському городищі і греко-скіфському — Кара-Тобе. У 1935 році отримує посаду доцента в університеті і у Академії мистецтв.
З початком Німецько-радянської війни йде добровольцем в ополчення, потрапляє до партизанів. У 1942 році, в результаті поранення, позбувся пальців на обох руках. Залікувавши рани, працював викладачем у Суріковському інституті і МГУ, брав участь у відновленні заповідника Пушкіногір'я. Від серпня 1945 очолив Тавро-скіфську експедицію — регулярні розкопки Неаполя Скіфського. Першого року були розчищені вирубані в скелі скіфські склепи з розписами, наступного — мавзолей скіфської знаті, 1947 року — залишки головних воріт міста.
1948 року, на пропозицію Президії АН СРСР Шульц організовує науково-дослідну базу Академії Наук у Криму, яку незабаром перетворює на філію Академії. Сам вчений стає лише керівником одного з відділів — відділу історії та археології Криму. 1956 року оселяється в Коктебелі. Зона досліджень і розкопок була значно розширена, перемістилася до східного Криму — останньою великою роботою вченого були багаторічні розкопки на плато Тепсень. З 1966 року, після раптової смерті Віктора Гайдукевича, очолив античний відділ Ленінградського відділення Інституту археології АН СРСР, в якому працював до виходу на пенсію 1974 року. Останні роки провів у Коктебелі, де помер 20 вересня 1983 року. Кремований, похований біля батьків на Волковому кладовищі (Санкт-Петербург). Наукова спадщина вченого включає більше 60 робіт. У 1986 у Ленінграді відбулася перша наукова конференція, присвячена пам'яті вченого.

## Публікації
1. Археологические разведки в Ржевском уезде 1923—1925 гг. // Ржевский край. — Ржев: Изд. Об-ва краеведения, 1927.
2. Портретная скульптура Антониновской эпохи // Античный портрет. — Л.: Изд. ГМИИ, 1929.
3. Дложевский Сергей Степанович // Сообщения ГАИМК. — 1931 — № 1. — С. 32.
4. Техника античного рабовладельческого общества // Очерки истории техники докапиталистических формаций. — М.-Л. Изд. АН СССР, 1936.
5. Искусство древнего мира. Литографиров. курс лекций. — Л.: Изд. арх. фонда — 1937.
6. О работах Евпаторийской экспедиции // СА. — 1937. — вып. 3. — С. 252—254.
7. Ямы-жилища в скифском поселении близ г. Николаева // КСИИМК. — 1940. — Вып. 5. — С. 71- 5.
8. Каменные изваяния воинов курганной группы «Чокрак» // Сборник исследований и материалов археолого-исторического музея. — Л.; Гос. научное изд., 1940. — Вып. 1.
9. Евпаторийский район: 1933—1934 // Археологические исследования в РСФСР: 1934—1936 гг. — М., Л., 1941. — С. 265—277.
10. Скифо-сарматские памятники // Материалы к Всесоюзному археологическому совещанию. — М.: Изд. АН СССР, 1945.
11. Скульптурные портреты скифских царей Скилура и Палака // КСИИМК. — 1946. — Вып. 12. — С. 44-57.
12. Тавро-скифская археологическая экспедиция в Крыму // Советский Крым. — 1946.-№ 2. — С. 97 −116.
13. Итоги работ Тавро-скифской экспедиции // Рефераты научных исследовательских работ за 1945 г. Отделения истории и философии. — М.: Изд. АН СССР, 1947.
14. Памятники монументальной скульптуры Неаполя Скифского // Рефераты научных исследовательских работ за 1945 г. Отделения истории и философии. — М.: Изд. АН СССР, 1947.
15. Тавро-скифская экспедиция в 1946 г. // Советский Крым. — 1947. — № 5. -С. 42.
16. Раскопки Неаполя Скифского // Общее собрание АН СССР 10 — 13 июня 1947 г. — М.-Л.: Изд. АН СССР, 1947
17. Раскопки Неаполя Скифского 1945—1946 гг. // Доклады АН СССР. — М., 1947. — Новая серия, — Т. VIII. — № 1. — С. 173—176.
18. Раскопки Неаполя Скифского // КСИИМК. — 1947. — Вып. XXI. — С. 16-21.
19. Работы Тавро-скифской экспедиции (1945—1946 гг.) // Памятники искусства: Бюл. ГМИИ. — М., 1947. — С. 21 — 30.
20. Тавро-скифская экспедиция // Известия АН СССР. Серия истории и философии. — 1947. — Т. 4. — № 3. — С. 275—292.
21. Новые археологические открытия в Крыму // Бюллетень ВОКС. — М.: Изд. ВОКС, 1948 (на английском языке).
22. Розкопки Неаполя Скіфського в 1946 р. // АП.-К., 1949. — Т. 2. — С. 116—122.
23. Работы Тавро-скифской экспедиции // КСИИМК. — 1949. — Вып. XXVII. — С. 56-66.
24. Историко-археологические исследования в Крыму (1920—1950 гг.) //Альманах «Крым». — 1950. — № 6.
25. О роли местных племен и народностей в истории древнего Крыма (брошюра). — Симферополь: Крымиздат, 1952.
26. Тавро-скіфська експедиц!ія 1947 р. // АП. К., 1952. — Т. IV. — С. 198.
27. Мавзолей Неаполя Скифского. — М.: Искусство, 1953. — 88 с.
28. О комплексных историко-археологических и палеогеографических исследованиях в Северном Крыму // Известия Крымского отдела Географического общества Союза ССР. — 1953. — Вып. 2. — С. 115—125.
29. Работы Северо-Крымской экспедиции // КСИА. — 1955. — Вып. 4. — С. 97 −98.
30. Тавры и их взаимоотношения с античными городами Северного Причерноморья // Научн. конф., посвященная истории и археологии Северного Причерноморья в античную эпоху: Тез. докл. — М., 1956. — С. 10-19.
31. Исследования Неаполя Скифского (1945—1950 гг.). // ИАДК. — Киев, 1957. — С. 61-93.
32. Таврское укрепленное поселение на горе Кошка в Крыму. // КСИА. — 1957. — Вып. 7. — С. 62-66.
33. О некоторых вопросах истории тавров (терминология, хронология, взаимоотношения с античными городами) // ПИСПАЭ, — М., 1959. — С. 235—272.
34. Надгробный рельеф из с. Марьино // СХМ. — Симферополь: Крымиздат, 1963. — Вып. 3. — С. 3-10.
35. Надгробный рельеф сарматского круга // Культура античного мира. — М., 1966.-С. 278—286.
36. Об одной группе сарматских погребений с конским набором на Боспоре и Неаполе Скифском // Пленум Института археологии 1966 г. Секция «Ранний железный век»: Тез. докл. АН СССР. — М., 1966. — .1.г С. 18-20.
37. Скифские изваяния Причерноморья // Античное общество. — М., 1967. — С. 225—237.
38. Скифский город на р. Булганак // АИУ 1965—1966, — К., 1967. — С. 114 −119.
39. Антропоморфная стела сарматского круга, найденная на Арабатской стрелке // ЗОАО. — 1967. — Т. 2.- С. 196—201.
40. кифское изваяние, найденное у городища «Чайка» // Античная История и культура Средиземноморья и Причерноморья. — Л.: Наука, 1968. — С. 324—332.
41. Раскопки кургана Кара-Оба близ Керчи. // АИУ 1967 г. — 1968. — Вып. 2. — С. 114—119.
42. Бронзовые статуэтки Диоскуров из Неаполя скифского // СА. — 1969. — № 1. — С. 120—136.
43. Позднескифская культура и ее варианты на Днепре и в Крыму // МИА. — 1971. — № 177. — С. 127—143.
44. Пам'ятки піздньосліфської культури в Криму //Археологія Української РСР. — К.: Наук. Думка, 1971. — С. 244—270.
45. Курган Кара-Оба близ Керчи: (раскопки 1967—1969 гг.) // КСИА. — 1971. — Вып. 128. — С. 55-62.
46. Раскопки кургана Кара-Оба в 1967 г. // АИУ 1968 г. — 1971. — Вып. 3. — С. 140—144.
47. Скифские изваяния // Художественная культура и археология античного мира. — М.: Наука, 1976.
48. (соавтор: Головкина В. А.) Неаполь Скифский // По следам древних культур. — М., 1951. — Т.1. — С. 145—168.
49. (соавтор: Столяр А. Д.) Курганы эпохи бронзы в долине Салгира. // КСИИМК. −1958.-Вып. 71.-С. 53-64.
50. (соавтор: Навротский Н. И.) Прикубанские изваяния скифского времени // СА. — 1973 — № 4.-С. 189—204.
51. (соавтор: Зубарь В. М.) Памятники позднескифской культуры в Крыму // Археология Украинской ССР, — К., Наук. Думка, 1986. — Т. 2. — С. 240—274.
52. (соавтор: Чореф М. Я.) Новый рельеф сарматского круга // СА. — 1972. — № 1. — С. 135—145.

- Neapolis des Scythes: L'Orient ancien illustre. — Paris, 1954. — S. 8.
- Eine befestigte Tauriche Siedlung auf dem Berge Koschka auf der Krim // Bibliotheca classica orientalis. — 1961. — H-t 1.
- Die Erforschung des skythischen Neapolis (1945—1950) // Bibliotheca classica orientalis. — 1961. — H-t 5.